# ماللاکنت
ماللاکنت (به لاتین: Mallakent) یک منطقهٔ مسکونی در روسیه است که در شهرستان کایتاگسکی واقع شده‌است.